# Konduga
Konduga è una città della Repubblica Federale della Nigeria appartenente allo stato di Borno. È capoluogo dell'omonima area a governo locale (local government area) che  conta una popolazione di 13.400 abitanti.